# Hemiblabera capucina
Hemiblabera capucina är en kackerlacksart som först beskrevs av Henri Saussure 1862.  Hemiblabera capucina ingår i släktet Hemiblabera och familjen jättekackerlackor. Inga underarter finns listade i Catalogue of Life.